# Internetüberwachung in der Schweiz

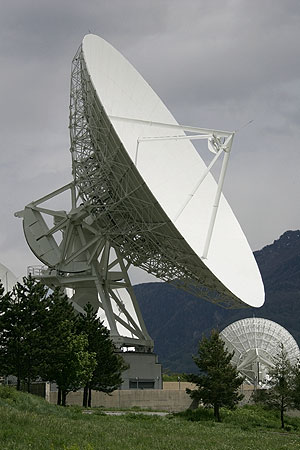
Antenne des Onyx-Abhörsystems in Leuk

Die Internetüberwachung in der Schweiz findet sowohl im Rahmen der Strafverfolgung als auch präventiv sowie durch in- und ausländische Nachrichtendienste statt.
Es handelt sich dabei um Telekommunikationsüberwachung von Internet-Verbindungen, die mindestens teilweise über Schweizer Territorium verlaufen oder von schweizerischem Territorium aus überwacht werden.

## Grundrechtschutz
Art. 13 der Bundesverfassung gewährleistet in der Schweiz explizit das Fernmeldegeheimnis jeder Person als Teil des Grundrechts des Schutzes der Privatsphäre. Ausnahmen bedürfen einer gesetzlichen Grundlage, eines öffentlichen Interesses und müssen den Grundsatz der Verhältnismässigkeit befolgen.
Eine Beschwerde ist am Bundesverwaltungsgericht hängig, zur Frage, ob die Vorratsdatenspeicherung verhältnismässig ist.

## Überwachung durch die Justiz
Die Strafprozessordnung und das Bundesgesetz betreffend die Überwachung des Post- und Fernmeldeverkehrs (BÜPF) regeln die Befugnisse der Staatsanwaltschaften zur Aufklärung von Straftaten, der Militärstrafprozess die Befugnisse der Militärjustiz. In beiden Fällen ist die vorgängige Einwilligung einer gerichtlichen Instanz erforderlich, um eine Internetüberwachung bei Tatverdächtigen oder Drittpersonen durchzuführen.

## Präventive polizeiliche Überwachung
Im Rahmen der Prävention überwacht die Polizei auf nationaler und kantonaler Ebene Aktivitäten in Chaträumen, Internetforen oder Tauschbörsen.

## Internetüberwachung durch den Schweizer Nachrichtendienst
Der Nachrichtendienst kann Aufträge zur grenzüberschreitenden Funkaufklärung erteilen und so auch die Internetkommunikation überwachen, um Bedrohungen der äusseren und inneren Sicherheit des Landes zu erkennen. Zum Zeitpunkt der Untersuchung durch die Geschäftsprüfungsdelegation der Eidgenössischen Räte waren 30 Suchaufträge mit jeweils zwischen fünf und mehreren hundert Selektoren aktiv.
Mit dem neuen Nachrichtendienstgesetz wurde auch die Kabelaufklärung zugelassen. Damit werden zusätzlich die Telekommunikationsverbindungen, welche von der Schweiz ins Ausland führen, nach definierten Stichworten durchsucht. Adrienne Fichter kritisierte 2024 in der Republik, dass eine Ausnahme von Überwachung von «inländischem» Internetverkehr gar nicht möglich sei, da es kein «Schweizer Internet» gebe, sondern Internetkommunikation praktisch immer in einer Form über das Ausland führe. Ausserdem missachte die Kabelaufklärung sowohl den Quellenschutz von Journalisten als auch das Anwaltsgeheimnis. Sie folgerte daraus, dass es durch den Nachrichtendienst, anders als bei der Einführung des neuen Nachrichtendienstgesetzes versprochen, eine Massenüberwachung gebe. Die Kritik wurde vom Nachrichtendienst zurückgewiesen: «Bei der Kabelaufklärung dürfen nur jene Informationen bearbeitet werden, die den vorher definierten und genehmigten Suchbegriffen entsprechen. Angaben über natürliche oder juristische Personen aus der Schweiz sind als Suchbegriffe nicht zulässig. Somit ist auch im Bereich der Kabelaufklärung weder eine Massenüberwachung der Schweizer Bevölkerung noch eine Komplettüberwachung der globalen Kommunikation erlaubt.»

## Spionage durch ausländische Nachrichtendienste

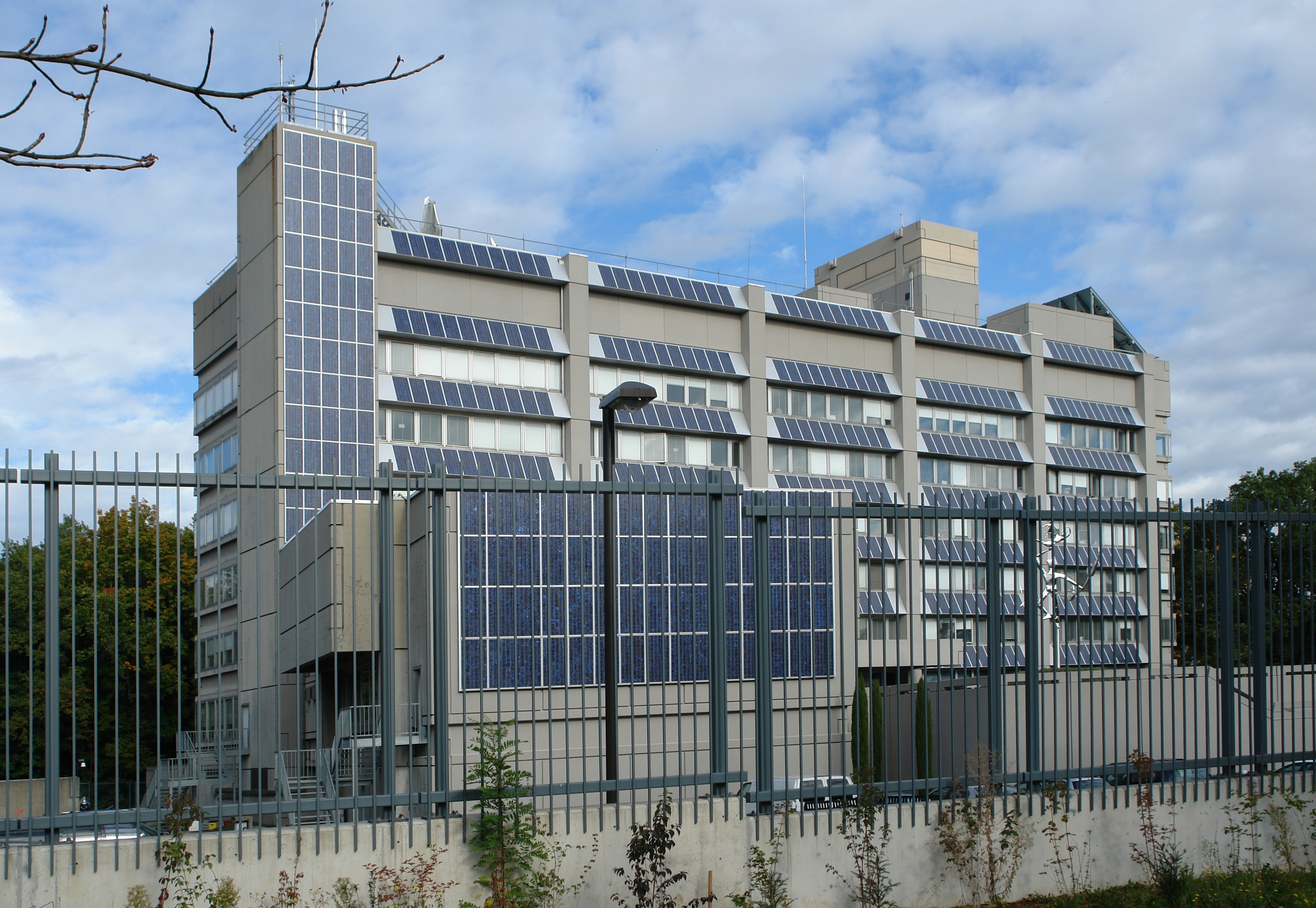
UNO-Vertretung der USA in Genf

Den von Edward Snowden zugänglich gemachten Dokumenten ist zu entnehmen, dass von der Genfer UNO-Vertretung der USA aus der örtliche Fernmeldeverkehr überwacht wird.

## Jugendschutz an Schulen
Zwecks Implementierung eines Contentfilters wird der Internetverkehr an Schweizer Schulen umfassend überwacht.